# Маколей, Роберт
Роберт Маколей (англ. Robert Macauley; род. 11 декабря 1923, Нью-Йорк — 26 декабря 2010, Норт-Палм-Бич, Флорида) — американский предприниматель и благотворитель. Основатель международной некоммерческой организации AmeriCares.

## Биография
Роберт Маколей родился 11 декабря 1923 года на Манхэттене. Детство провёл в городе Гринвич, штат Коннектикут. Учился в Академии Филлипса, а затем в Йельском университете, где жил в одной комнате с Джорджем Бушем-старшим. Маколей прервал обучение в университете и пошёл в армию, он служил в Северной Африке в составе Воздушного корпуса армии США. После завершения военной службы получил степень бакалавра политологии в Йельском университете в 1945 году. После университета Маколей пошёл работать в семейную компанию M. L. Macauley Corporation, производившую бумагу. В 1972 году основал собственную компанию Virginia Fibre Corporation, производителя гофрированного картона.
В 1975 году начал активно заниматься благотворительностью. Во время операции Babylift по эвакуации беспризорных детей из Южного Вьетнама Роберт Маколей на свои средства зафрахтован Boeing 747 из Pan American World Airways чтобы успеть эвакуировать около 300 детей до падения Сайгона. Для этого ему пришлось заложить дом.
В 1981 году Папа Иоанн Павел II попросил Маколея организовать поставки гуманитарной помощи в Польшу. Он организовал сбор средств на покупку медицинских принадлежностей среди различных организаций. Закупленные на сумму 1,5 миллиона долларов медицинские принадлежности были доставлены по воздуху в Польшу в марте 1982 года. В этом году он основал AmeriCares — международную некоммерческую организация, занимающаяся ликвидацией последствий стихийных бедствий и организацией гуманитарной помощи. В том же 1982 году AmeriCares организовала воздушный мост для обеспечения лекарствами жертв гражданской войны в Ливане. Роберт Маколей занимал пост исполнительного директора AmeriCares до 2002 года, не получая при этом зарплаты. Он оставался председателем совета директоров организации вплоть до самой смерти.
Роберт Маколей скончался 26 декабря 2010 года в своём доме во Флориде от эмфиземы лёгких.